# Akodontini
Grasmuisachtigen (Akodontini) zijn een tribus binnen de familie Cricetidae, onderfamilie Sigmodontinae. Er zijn ruim 90 soorten in 16 geslachten, die in grote delen van Zuid-Amerika voorkomen, behalve in het uiterste zuiden, grote delen van het Amazonegebied en ten westen van de Andes in Ecuador en Colombia. Daarnaast is er nog één fossiel geslacht en zijn er 9 fossiele soorten.
De Abrothrichini, die tot 1999 tot de Akodontini werden gerekend, worden nu als apart tribus beschouwd. De Scapteromyini en Oxymycterini worden nu ook tot de Akodontini gerekend.

## Taxonomie
- Tribus Akodontini Vorontzov, 1959 (grasmuizen en verwanten).
  - Dankomys† Reig, 1978. 2 soorten (fossiel geslacht, verwantschappen vooralsnog onduidelijk).
  - Thaptomys Thomas, 1916. 1 soort.
  - Scapteromys-groep (Scapteromyini Massoia, 1979)
    - Bibimys Massoia, 1979 (Crimson-nosed Rats). 3 soorten.
    - Gyldenstolpia Pardiñas, D'Elía & Teta, 2008. 2 soorten.
    - Kunsia Hershkovitz, 1966. 1 soorten.
    - Scapteromys Waterhouse, 1837 (Swamp Rats). 3 soorten.

  - Akodon-groep
    - Akodon Meyen, 1833 (Grass Mice). 42 levende soorten, 4 fossiele.
    - Castoria Pardiñas et al., 2016. 1 soort.
    - Deltamys Thomas, 1917. 2 soorten.
    - Necromys Ameghino, 1889 (Bolo Mice). 8 levende soorten, 1 fossiele.
    - Thalpomys Thomas, 1916 (Cerrado Mice). 2 soorten.

  - Lenoxus-groep
    - Blarinomys Thomas, 1896 (Brazilian Shrew Mouse). 1 soort.
    - Brucepattersonius Hershkovitz, 1998 (Brucies). 4 soorten.
    - Lenoxus Thomas, 1909 (Andean Rat). 1 soort.

  - Oxymycterus-groep
    - Juscelinomys Moojen, 1965 (Burrowing Mice). 3 levende soorten, 2 subfossiele.
    - Oxymycterus Waterhouse, 1837 (Hocicudos). 17 levende soorten, 1 fossiele.
    - Podoxymys Anthony, 1929 (Roraima Mouse). 1 soort.

Abrotrichini · Akodontini · Andinomyini · Euneomyini · Ichthyomyini · Neomicroxini · Oryzomyini · Phyllotini · Reithrodontini · Rhagomyini · Sigmodontini · Thomasomyini · Wiedomyini

Incertae sedis: Abrawayaomys · Chinchillula · Delomys
Akodon · Bibimys · Blarinomys · Brucepattersonius · Castoria · Dankomys† · Deltamys · Gyldenstolpia · Juscelinomys · Kunsia · Lenoxus · Necromys · Oxymycterus · Podoxymys · Scapteromys · Thalpomys · Thaptomys